# توسيع المريء
.

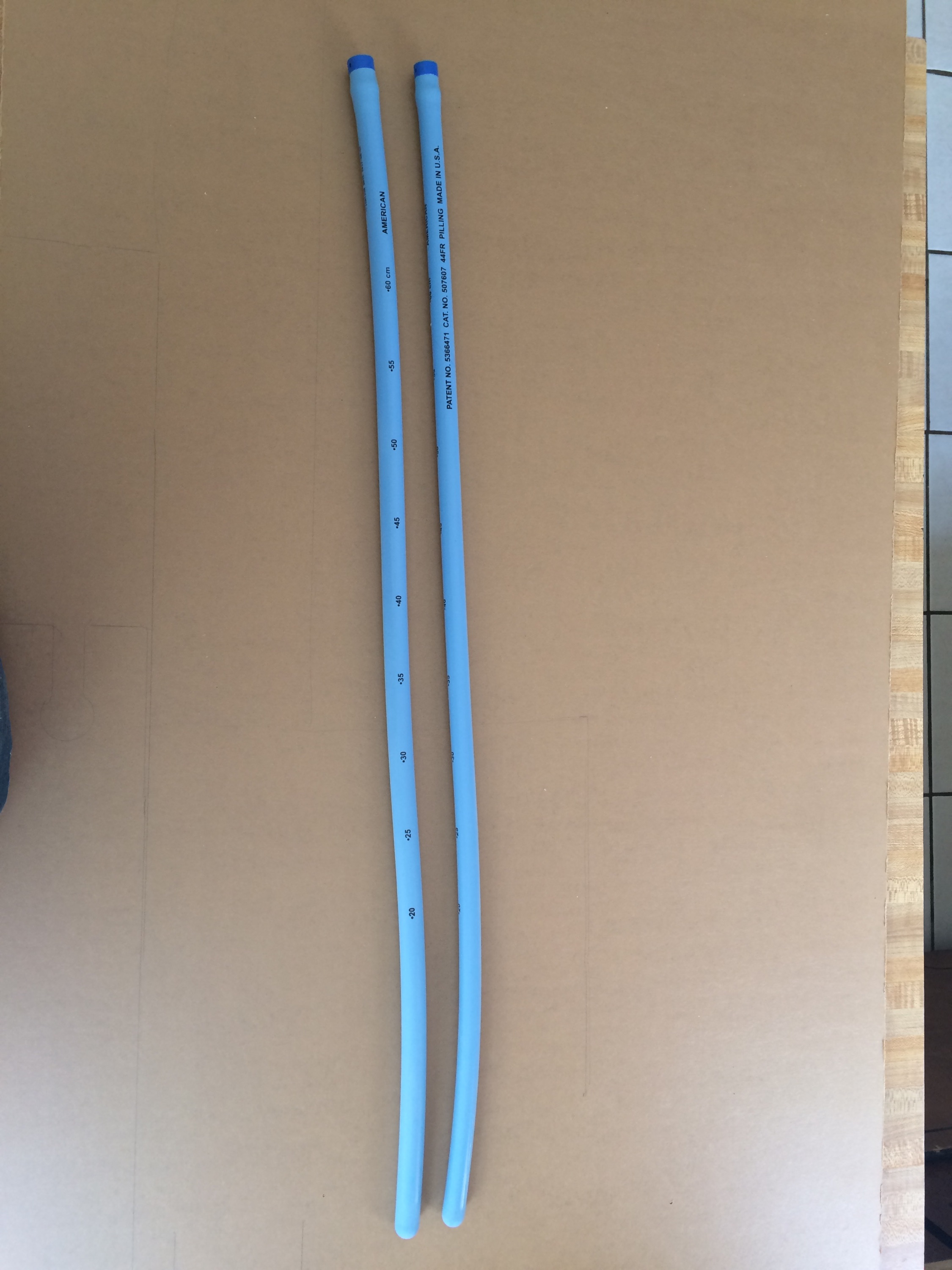
مُوَسِّع مريء Esophageal Bougie Dilator

توسيع المريء (بالإنجليزية: Esophageal dilatation)‏ إجراء علاجي بالمنظار الداخلي لتوسيع تجويف أنبوب المريء المُتضيِّق.

## الاستطبابات
دواعي الاستخدام: يمكن استخدام إجراء توسيع المريء لعلاج عدد من الحالات الطبية التي تؤدي إلى تضيُّق في تجويف المريء أو تؤدي إلى إنقاص الحركية في الجزء البعيد (بالإنجليزية: distal)‏ من المريء، وتشمل تلك الحالات الطبية ما يلي:
- التضيق المريئي.
- حلقات تشاتزكي.
- تعذر الارتخاء المريئي.
- تصلب جلد المريء.
- نادرا: سرطان المريء.

## أنواع الموسعات
هناك ثلاث فئات رئيسية من المُوسِّعات:
- مُوسِّع موزون بالزئبق، [2] هي موسِّعات مسدودة من طرفيها يتم إدراجها في المريء بواسطة الطبيب المعالج. هذه المُوسِّعات الأنبوبية عادة ما تكون مطاطية ذات جدران قوية أو أنابيب من مادة اللاتكس مملوءة بالزئبق لجعلها ذات وزن مرن، ويكون طرف الموسِّع الأنبوبي إما بطرف مستدير، أو متبلد غير حاد (نوع هورست) أو رفيع. [3] يتم تمريرها في أحجام متزايدة بالتتابع لتوسيع المنطقة الضيقة. يجب استخدامها مع توخي الحذر في المرضى الذين يعانون من ضيق المرئ، لأنها قد تلتف حول نفسها وتتجعد في المنطقة القريبة من الانسداد الضيق. كانت المُوسِّعات القديمة تُملأ داخليًا بالزئبق ولكنها كانت سببًا للقلق من تعرض الموسعات للتمزق أو خروج الزئبق منها، فتم استبدال الزئبق الآن بمادة التانجستن في المُوسِّعات الجديدة. [2][4]
- مُوسِّع على سلك توجيه، [5] تستخدم تلك المُوسِّعات في التنظير الهضمي العلوي أو التَنْظيرٌ التَأَلُّقِيّ (بالفلور). [6] عادة ما يتم إجراء التنظير أولاً لتقييم الوضع التشريحي، فيتم إمرار سلك التوجيه عبر الجزء الضيق من المرئ حتي يصل إلى المعدة. ويمكن أن يتم ذلك أيضا باستخدام المنظار الفلوري (بالإنجليزية: fluoroscopically)‏. يتم إدخال المُوسِّعات مرة أخرى ولكن هذه المرة من خلال مرورها على سلك التوجيه ويتم زيادة أحجام المُوسِّعات بالتتابع والتدريج، بإدخال مُوسِّع أكبر فأكبر. [7]
- التوسيع الهوائي أو التوسيع بالبالون، [8] أيضا، عادة ما يتم القيام به في وقت التنظير الداخلي أو التَنْظيرٌ التَأَلُّقِيّ (بالفلور). ويتم إدخال البالون وهو مفرغ من الهواء إلى منطقة تضييق، ومن ثم يُنفخ بالهواء حتى يصل إلى ضغوط معينة محسوبة لتوسيع الضيق. [9]

## المضاعفات
مضاعفات إجراء توسيع المريء تشمل ما يلي:
- البلع المؤلم (باللاتينية: Odynophagia).
- التقيؤ الدموي (باللاتينية: Hematemesis).
- انثقاب المريء (متلازمة بورهاف).
- التهاب المنصف (إلتهاب الأنسجة في منتصف الصدر) (باللاتينية: Mediastinitis).